# Avusrennen 1932
L'Avusrennen 1932 est un Grand Prix qui s'est tenu sur le circuit de l'Avus le 22 mai 1932.

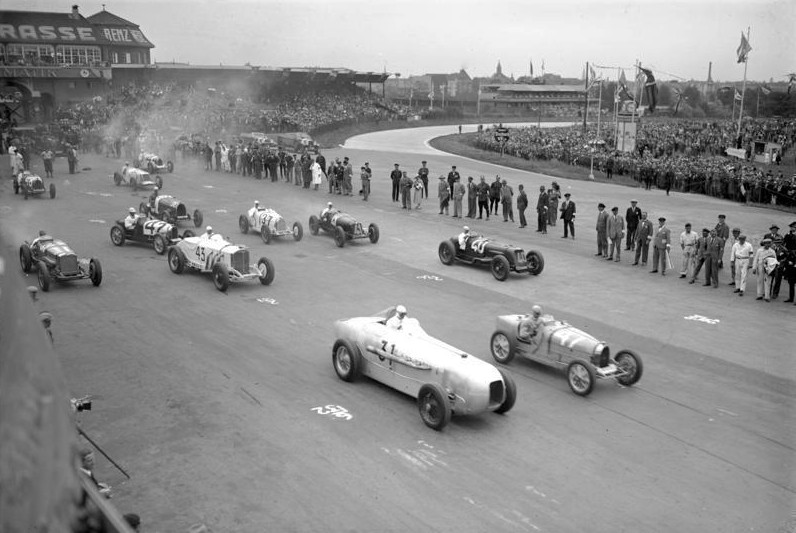
Manfred von Brauchitsch et Guy Bouriat (premier plan) à Avusrennen 1932

## Grille de départ
| 1re ligne | Pos. 1            |                         | Pos. 2                |                               | Pos. 3             |
| --------- | ----------------- | ----------------------- | --------------------- | ----------------------------- | ------------------ |
|           | Divo Bugatti      |                         | Caracciola Alfa Romeo |                               | Von Morgen Bugatti |
| 2e ligne  |                   | Pos. 4                  |                       | Pos. 5                        |                    |
|           |                   | Grover-Williams Bugatti |                       | Von Brauchitsch Mercedes-Benz |                    |
| 3e ligne  | Pos. 6            |                         | Pos. 7                |                               | Pos. 8             |
|           | Dreyfus Maserati  |                         | Bouriat Bugatti       |                               | Campbell Sunbeam   |
| 4e ligne  |                   | Pos. 9                  |                       | Pos. 10                       |                    |
|           |                   | Zu Leiningen Bugatti    |                       | Stuck Mercedes-Benz           |                    |
| 5e ligne  | Pos. 11           |                         | Pos. 12               |                               | Pos. 13            |
|           | Fagioli Maserati  |                         | Hartmann Bugatti      |                               | Stuber Bugatti     |
| 6e ligne  |                   | Pos. 14                 |                       | Pos. 15                       |                    |
|           |                   | Kotte Maserati          |                       | Lewy Bugatti                  |                    |
| 7e ligne  | Pos. 11           |                         |                       |                               |                    |
|           | Lobkowicz Bugatti |                         |                       |                               |                    |

## Classement de la course
| Pos | no | Pilote                      | Écurie                 | Châssis                       | Tours | Temps/Abandon                       | Grille |
| --- | -- | --------------------------- | ---------------------- | ----------------------------- | ----- | ----------------------------------- | ------ |
| 1   | 31 | Manfred von Brauchitsch     | Privé                  | Mercedes-Benz SSKL-Stromlinie | 15    | 1 h 30 min 52 s 4                   | 5      |
| 2   | 33 | Rudolf Caracciola           | Privé                  | Alfa Romeo Monza              | 15    | 1 h 30 min 56 s 0                   | 2      |
| 3   | 42 | Hans Stuber                 | Privé                  | Bugatti T51                   | 15    | 1 h 34 min 31 s 4                   | 13     |
| 4   | 43 | Hans Stuck                  | Privé                  | Mercedes-Benz SSKL            | 15    | 1 h 35 min 11 s 4                   | 10     |
| 5   | 34 | Ernst Kotte                 | Privé                  | Maserati 26M                  | 15    | + 1 h 41 min 43 s 4                 | 14     |
| Abd | 36 | William Grover-Williams     | Privé                  | Bugatti T51                   | 8     | Suralimentation                     | 4      |
| Abd | 40 | René Dreyfus                | Officine A. Maserati   | Maserati V5                   | 8     | Carburateur                         | 6      |
| Abd | 32 | Heinrich-Joachim von Morgen | German Bugatti Team    | Bugatti T51                   | 5     | Fuite de liquide de refroidissement | 3      |
| Abd | 46 | Albert Divo                 | Automobiles E. Bugatti | Bugatti T54                   | 5     | Tuyau d'huile                       | 1      |
| Abd | 41 | Luigi Fagioli               | Officine A. Maserati   | Maserati 8C 2800              | 5     | Pneus                               | 11     |
| Abd | 47 | Guy Bouriat                 | Automobiles E. Bugatti | Bugatti T51                   | 4     | Moteur                              | 7      |
| Abd | 39 | Malcolm Campbell            | Privé                  | Sunbeam Tiger                 | 2     | Tuyau d'huile                       | 8      |
| Abd | 48 | László Hartmann             | Privé                  | Bugatti T35B                  | 1     | Moteur                              | 12     |
| Abd | 38 | Georg-Christian Lobkowicz   | Privé                  | Bugatti T54                   | 0     | Accident mortel                     | 16     |
| Abd | 44 | Hans Lewy                   | Pilesi Renn Team       | Bugatti T51                   | 0     | Accident                            | 15     |
| Abd | 37 | Hermann zu Leiningen        | German Bugatti Team    | Bugatti T35C                  | 0     | Suralimentation                     | 9      |

- Légende: Abd.=Abandon - Np.=Non partant.

## Pole position & Record du tour
- Pole position : Albert Divo.
- Record du tour : René Dreyfus en 5 min 35 s 45.

## Tours en tête
- René Dreyfus : 1 (1)
- Albert Divo : 4 (2-5)
- Rudolf Caracciola : 8 (6-7 / 9-14)
- Manfred von Brauchitsch: 2 (8 / 15)